# Cedro do Abaeté
Cedro do Abaeté – miasto i gmina w Brazylii, w stanie Minas Gerais. Znajduje się w mezoregionie Central Mineira i mikroregionie Três Marias.